# Дионисия (актриса)
Диони́сия (II—I века до н. э.) — древнеримская актриса и танцовщица.

## Биография
Дионисия, предположительно, жила в I веке до н. э. и благодаря своей профессии стала весьма известной в Риме. Дионисия была одной из немногих античных актрис, кто своим талантом сумел заработать весьма значительную сумму денег, поэтому её имя было у всех на слуху. В частности, её упоминал Марк Туллий Цицерон в своей речи в защиту комического актёра Квинта Росция Галла (76 год до н. э.):

… он [Росций Галл], наверное, мог бы и заслуживал бы положить в свой карман триста тысяч [сестерциев], если какая-нибудь Дионисия сумела заработать двести тысяч— Цицерон. В защиту Квинта Росция, VIII. 22
В 62 году до н. э. во время судебного процесса против Публия Корнелия Суллы сын консуляра, которого заговорщики намеревались убить в конце предыдущего года, Луций Манлий Торкват, человек грубый и невоспитанный, обрушился с нападками на одного из защитников Суллы, Квинта Гортензия Гортала, обозвав его «танцовщицей» и «Дионисией» за привычку изящно и аккуратно драпироваться в тогу и манеру при выступлении обильно жестикулировать руками. На это Гортензий тихо и спокойно ответил:

Дионисией предпочитаю быть, Дионисией, нежели подобным тебе, Торкват, чуждый музам, чуждый Афродите, чуждый Дионису— Авл Геллий. Аттические ночи. I, 5, 3